# Phison
Phison Electronics Corporation  es una empresa taiwanesa de electrónica pública que diseña principalmente controladores para chips de memoria flash NAND. Estos se integran en productos basados en flash, como unidades flash USB, tarjetas de memoria y unidades de estado sólido (SSD). Algunas memorias USB MicroVault de Sony y las memorias USB Verbatim Store n Go utilizan circuitos integrados de microcontrolador USB a Flash Phison.
Phison afirma haber producido la primera "unidad de almacenamiento extraíble USB flash", denominado "Pen Drive", en mayo de 2001. Phison es miembro del Open NAND Flash Interface Working Group (ONFI), cuyo objetivo es estandarizar la interfaz de hardware para los chips flash NAND.
A principios de octubre de 2014, los investigadores de seguridad Adam Caudill y Brandon Wilson publicaron el código fuente en un ataque de firmware contra los circuitos integrados del controlador USB de Phison. Este código implementa el exploit BadUSB descrito en julio de 2014 en la conferencia Black Hat Briefings.
En agosto de 2019, Phison anunció que lanzarían chips de la serie PS-50 que están diseñados para admitir unidades de estado sólido PCIe 4.0 NVMe. Con dicha tecnología, los chips integrados en los SSD NVMe tienen una velocidad de lectura y escritura de hasta 7,000 MB por segundo.